# Eric McWilliams
Eric Lee McWilliams (Denver, 18 aprile 1950) è un ex cestista statunitense, professionista nella NBA.

## Carriera
Venne selezionato dagli Houston Rockets al terzo giro del Draft NBA 1972 (37ª scelta assoluta).